# James Perch
James Robert Perch (Mansfield, 28 settembre 1985) è un calciatore inglese, difensore o centrocampista dell'Ilkeston Town.